# Paseo de Cervantes
El paseo de Cervantes es una alameda de la ciudad española de Vitoria.

## Descripción
Construido a finales del siglo XIX, lleva el nombre que honra al novelista, poeta y dramaturgo Miguel de Cervantes (1547-1616) desde el año 1905. Discurre desde el parque del Prado hasta diluirse en la avenida de San Prudencio poco después de dejar atrás el estadio de fútbol de Mendizorroza, a una de cuyas gradas da nombre. En el tomo de la Geografía general del País Vasco-Navarro dedicado a Álava y coordinado por Vicente Vera y López, se describe brevemente con las siguientes palabras:

Paseo de Cervantes.―Es una avenida formada por un ensanchamiento al principio del paseo del Mineral. Se hizo en 1905, en memoria del centenario de la publicación del Quijote, celebrado en ese año.
(Vera y López, 1915-1921, p. 296)